# Engrais Hauert
 (septembre 2019).
Pour les articles homonymes, voir Hauert.

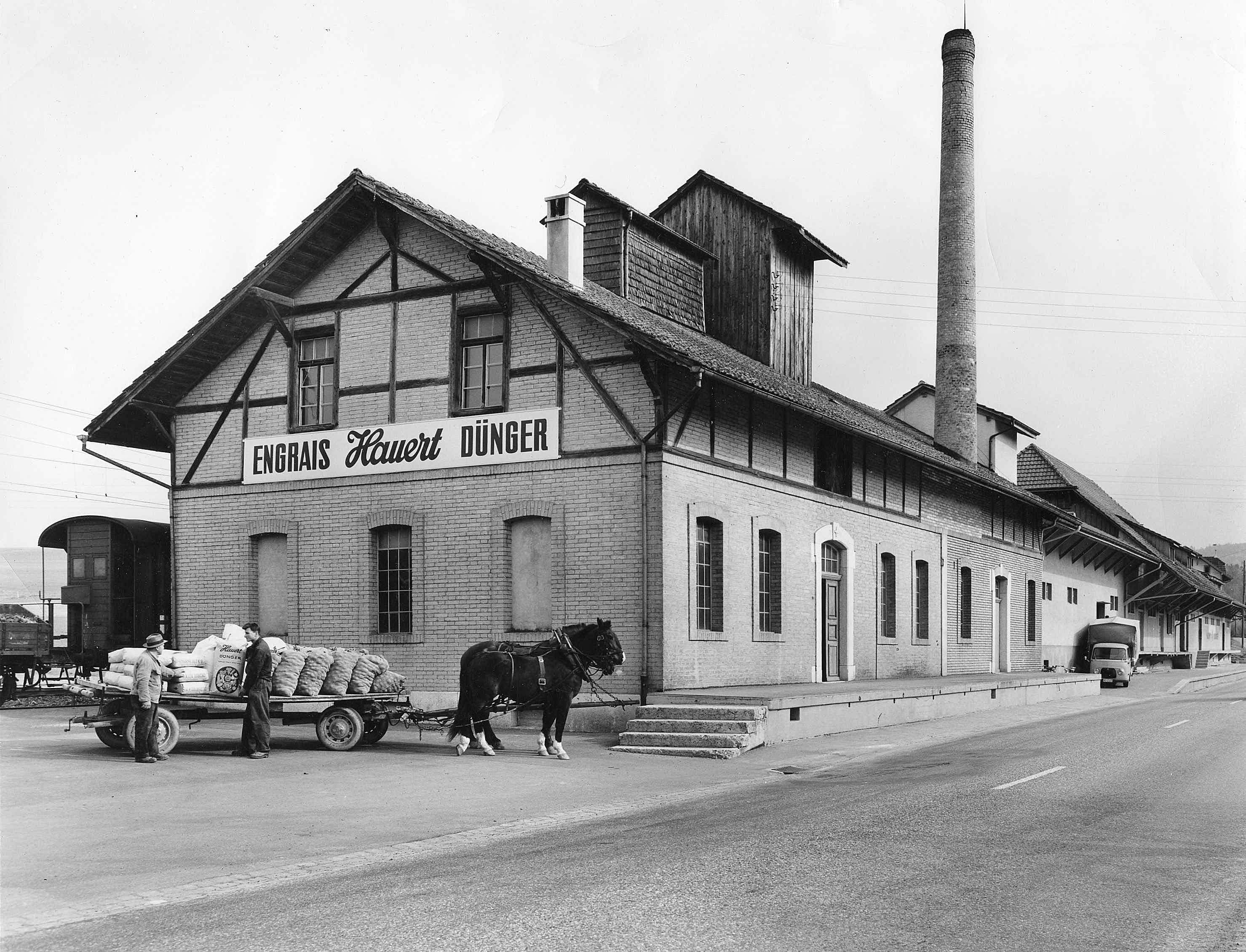
La fabrique d’engrais Hauert en 1960

Hauert HBG Dünger est le plus ancien producteur suisse de produits fertilisants pour l'horticulture et l'agriculture biologique. La société est basée à Grossaffoltern (canton de Berne).

## Histoire
Le 18 juin 1663, Adam Hauert se vit attribuer par le bourgmestre et le conseil de la ville le droit d’exploiter une tannerie,,. Chaque tannerie disposait alors d’un moulin à tan servant à broyer l’écorce de chêne. Mais on l’utilisait également pour réduire en poudre les os des animaux que les paysans dispersaient alors dans leurs champs comme engrais.
Alexander Hauert (1876 – 1955) et son frère Fritz (1875 – 1929), qui représentaient la 9e génération à la tête de l’entreprise, furent obligés de fermer la tannerie en 1911. Ils conservèrent cependant le moulin à tan et, sous le nom de « Gebrüder Hauert » (Hauert frères), ils se lancèrent dans la production de farine d’os pour les animaux de rente et les engrais.
Selon la chronique Hauert, Alexander Hauert fonda avec son fils Johann (1905 – 1988) la société en commandite Hauert & Co. le 1er août 1929. La nouvelle entreprise déplaça le moulin à tan dans un ancien entrepôt fruitier à Suberg et se concentra dès lors sur la fabrication d’engrais.
Depuis 2006, l’entreprise est dirigée par Philipp Hauert, représentant de la douzième génération. Il en est le seul propriétaire depuis 2010. En 2007, la société a repris le fabricant d’engrais allemand Günther Cornufera avec comme objectif d’être présente sur le marché européen. C’est ainsi qu'a été créée la société Hauert Günther Düngerwerke GmbH à Nuremberg [6]. En 2018, la société allemande Manna installée à Ammerbuch est devenue la société Hauert Manna Düngerwerke GmbH. Selon le magazine Handelszeitung, Hauert est désormais « le numéro un suisse des engrais spéciaux »
L’entreprise a subi des revers dans les années 1990. À la suite de l’épizootie d’ESB, la fabrication de la farine d’os a été interdite et Hauert a dû alors incinérer la valeur de plusieurs millions de francs d’engrais. Et en 1998, après que les prix des matières premières telles que l’azote, le potassium et le phosphore ont augmenté de 160 % en l’espace de quelques mois, en réponse à la demande accrue sur le marché mondial, Hauert a été contraint de payer un prix élevé pour respecter les contrats signés avec ses principaux clients.

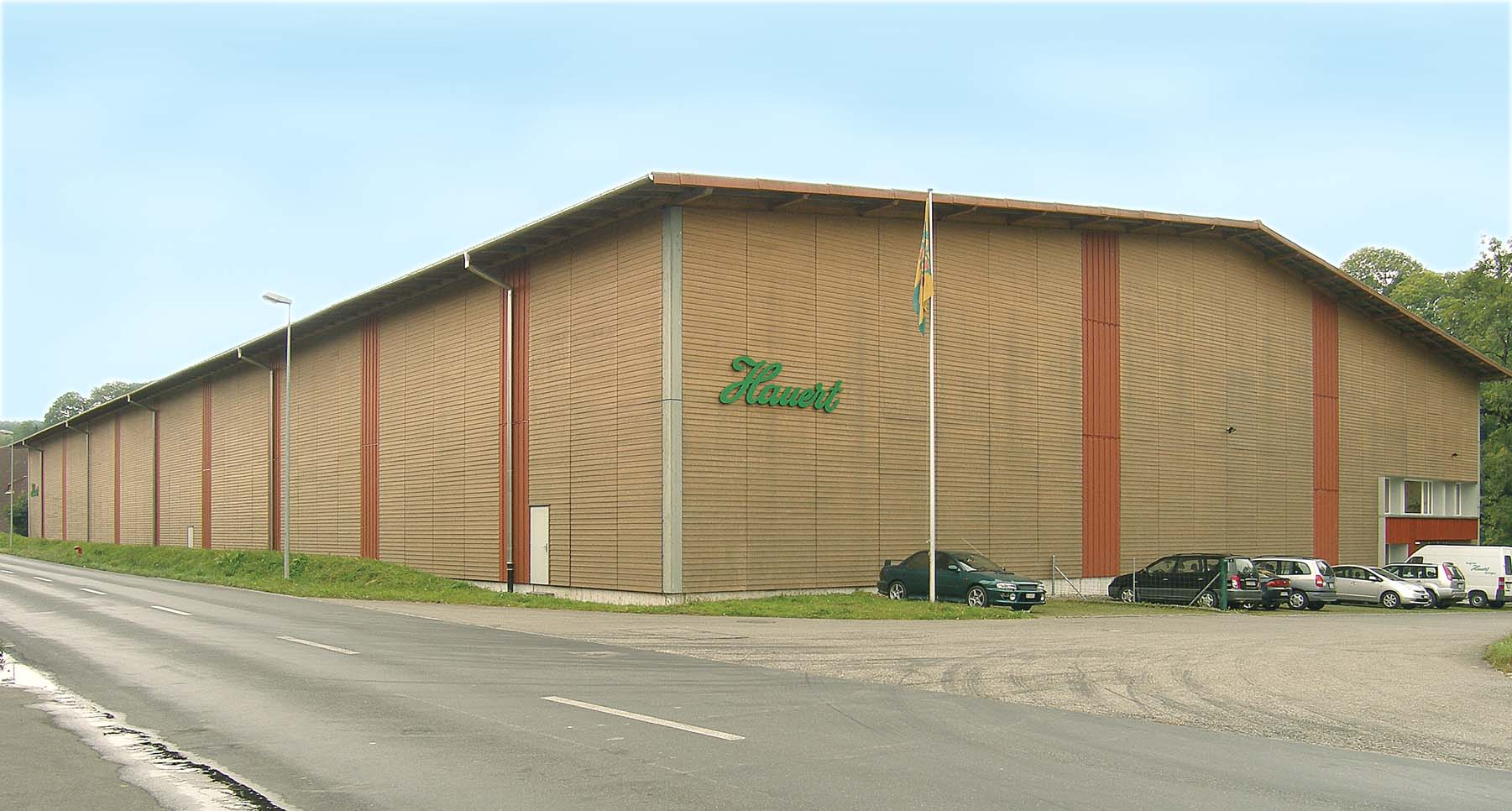
L’entrepôt de stockage et d’expédition construit en 2001 (en 2008)

Depuis 1985, Hauert possède son propre laboratoire , qui sert, entre autres, aux recherches de base pour le développement des engrais ,, mais qui peut également être sollicité par les personnes privées pour faire effectuer des analyses de sol de leur jardin. Pour l’analyse des matières premières et des compositions, on mène aussi bien des recherches en laboratoire qu’en plein champ. L’entreprise est la seule, parmi les fabricants d’engrais européens de taille moyenne, à mener des recherches de cette importance. Elle coopère également avec les instituts de recherches Agroscope et FiBL.
Parmi les principales innovations de Hauert, on peut mentionner, en collaboration avec Agroscope, le développement d’un engrais non organique avec délivrance retardée des nutriments. En 1972, Hauert avait été la première entreprise européenne à introduire un engrais longue durée enrobé de résine. Depuis 2005, elle produit un engrais granulé non pulvérulent avec la mise en œuvre à grande échelle du procédé breveté Sphero inventé par Hans-Jürgen et Phillip Hauert,.
L’entreprise est aujourd’hui la seule en Suisse à produire des engrais destinés à l’usage professionnel. Chaque année, environ 30 000 tonnes d’engrais sont produites. Hauert réalise 80 % de son chiffre d’affaires dans les premiers mois de l’année. À partir de la fin du mois de mai, la demande en engrais décroît rapidement. C’est pourquoi, des prêts saisonniers sont contractés auprès des banques pour les mois suivants afin de compenser les fluctuations de la demande.

## Produits et groupes cibles

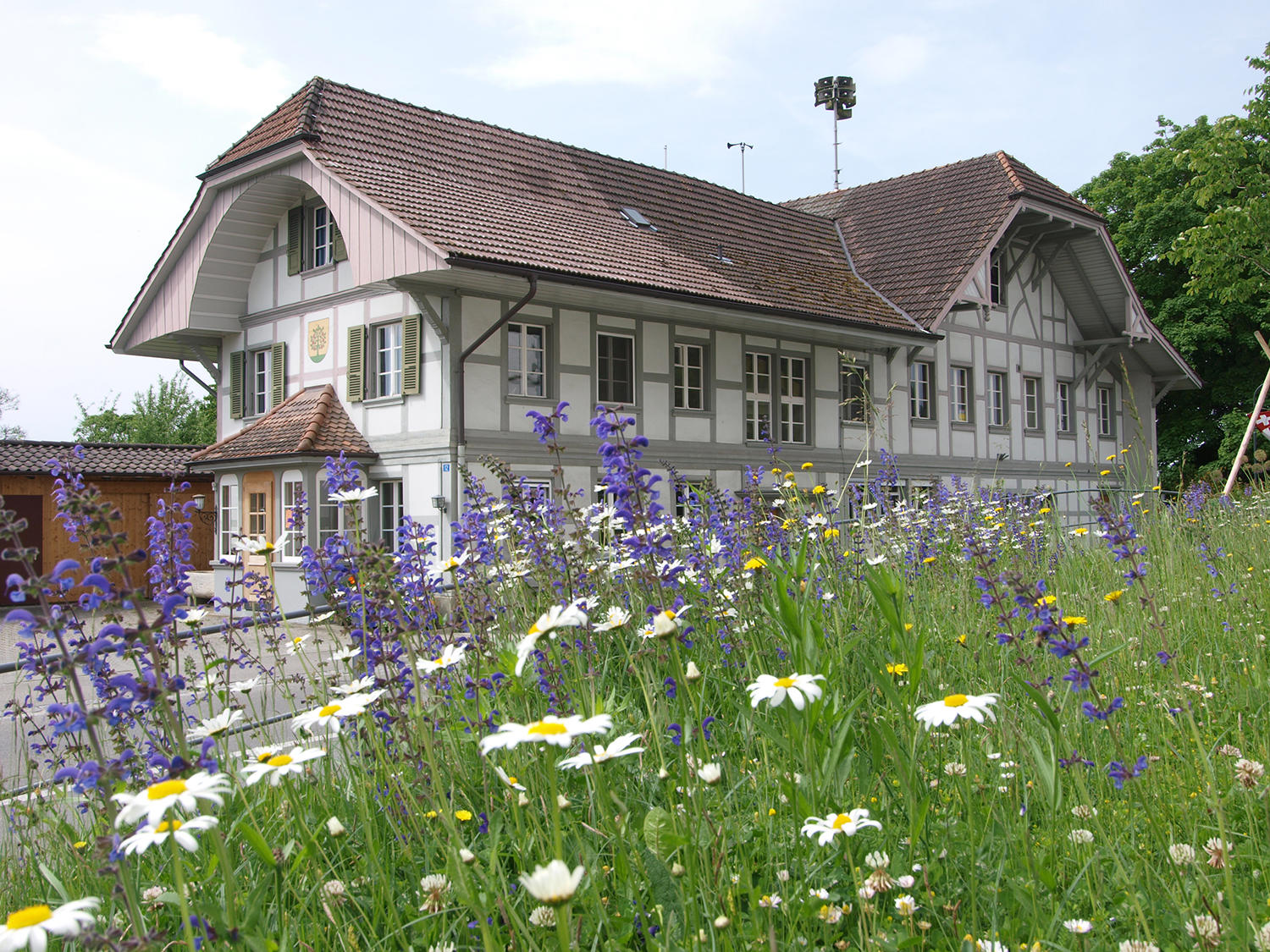
Le bâtiment abritant les bureaux à Grossaffoltern en 2008

L’entreprise produit des engrais spéciaux organiques et organiques minéraux pour le jardin familial, le jardinage professionnel, les terrains de sport et l’agriculture biologique, soit au total 1 600 engrais différents dont la plupart sont fabriqués sur le site de la société en Suisse. Certains produits portent le label Bio Suisse. Sous la marque Engrais Biorga Hauert, l’entreprise produit également sa propre ligne de produits destinés à l’agriculture et au jardin,. Elle fournit les producteurs de légumes bio, les pépinières, les paysagistes ainsi que le commerce en gros des jardineries. Hauert est le fournisseur exclusif d’engrais pour le gazon du stade du Borussia Dortmund,. La société livre ses engrais spéciaux dans divers pays européens, notamment l’Autriche, la Pologne et les Pays-Bas.

## Sites
Le siège de l’entreprise se trouve à Grossaffoltern ; l’usine est installée à Suberg, faisant partie de la commune de Grossaffoltern. La filiale allemande Hauert Günther Düngerwerke GmbH est installée à Nuremberg et Manna Düngerwerke GmbH sur un petit site de production à Sarrebruck. En 2015, l’entreprise a mis en service une usine de production d’engrais méthylène-urée à Groningue, aux Pays-Bas.

## Publication
- (de) Bernadette Hauert, Philipp Hauert, Hans-Jürg Hauert, Hans Peter Wegmüller et Ruedi Hauert, 350 Jahre – aus Liebe zur Natur, Grossaffoltern, Hauert (Selbstverlag - Firmenchronik zum 350. Jubiläum), 2013, 56 p. (ISBN 978-3-03303922-3, lire en ligne [PDF]).